# Grape Creek, Texas
Grape Creek là một nơi ấn định cho điều tra dân số (CDP) thuộc quận Tom Green, tiểu bang Texas, Hoa Kỳ. Năm 2010, dân số của nơi này là 3154 người.

## Dân số
- Dân số năm 2000: 3138 người.
- Dân số năm 2010: 3154 người.